# Cupa României 2010-2011
La Cupa României 2010-2011 è stata la 73ª edizione della coppa nazionale rumena disputata tra il 17 luglio 2010 e il 25 maggio 2011 e conclusa con la vittoria della Steaua Bucarest, al suo ventunesimo titolo.
Il vincitore parteciperà al turno di play off della UEFA Europa League 2011-2012

## Sedicesimi di finale
Gli incontri si sono disputati tra il 21 e il 23 settembre 2010
| Squadra 1                     | Risultato | Squadra 2             |
| ----------------------------- | --------- | --------------------- |
| CSU Voința Sibiu              | 3 - 1 dts | Gaz Metan Mediaș      |
| Universitatea Cluj            | 1 - 0     | Victoria Brănești     |
| ACU Arad                      | 0 - 1 dts | CFR Cluj              |
| Universitatea Craiova         | 5 - 0     | Minerul Lupeni        |
| Rapid Bucarest                | 5 - 0     | Petrolul Ploiești     |
| Juventus Bucarest             | 1 - 3     | FC Timișoara          |
| Unirea Urziceni               | 1 - 0     | Delta Tulcea          |
| ALRO Slatina                  | 4 - 3 dcr | FC Vaslui             |
| Sportul Studentesc Bucarest   | 3 - 1     | CS Otopeni            |
| FC Silvania Șimleul Silvaniei | 0 - 1     | FCM Târgu Mureș       |
| Gloria Bistrița               | 3 - 0     | Astra II Giurgiu      |
| Pandurii Târgu Jiu            | 3 - 2     | Viitorul Constanța    |
| Dinamo Bucarest               | 2 - 0     | Ceahlăul Piatra-Neamț |
| Chimia Brazi                  | 0 - 1     | FC Brașov             |
| Astra Ploiești                | 2 - 1     | Oțelul Galați         |
| Gaz Metan CFR Craiova         | 0 - 1     | Steaua Bucarest       |

## Ottavi di finale
Gli incontri si sono disputati tra il 26 e il 28 ottobre 2010.
| Squadra 1          | Risultato | Squadra 2                   |
| ------------------ | --------- | --------------------------- |
| FC Brașov          | 2 - 1     | Universitatea Cluj          |
| FC Timișoara       | 4 - 3 dcr | CSU Voința Sibiu            |
| Dinamo Bucarest    | 3 - 1     | ALRO Slatina                |
| Gloria Bistrița    | 1 - 0     | Unirea Urziceni             |
| CFR Cluj           | 2 - 0     | FCM Târgu Mureș             |
| Steaua Bucarest    | 3 - 1 dcr | Sportul Studentesc Bucarest |
| Pandurii Târgu Jiu | 0 - 2     | Universitatea Craiova       |
| Astra Ploiești     | 0 - 2 dts | Rapid Bucarest              |

## Quarti di finale
Gli incontri si sono disputati il 10 e 11 novembre 2010
| Squadra 1       | Risultato | Squadra 2             |
| --------------- | --------- | --------------------- |
| FC Brașov       | 1 - 0     | FC Timișoara          |
| Dinamo Bucarest | 3 - 1 dcr | Universitatea Craiova |
| CFR Cluj        | 0 - 1     | Gloria Bistrița       |
| Rapid Bucarest  | 0 - 1     | Steaua Bucarest       |

## Semifinali
Le partite di andata si sono disputate il 20 e il 21 aprile 2011, quelle di ritorno l'11 e 12 maggio 2011
| Squadra 1       | Totale | Squadra 2       | Andata | Ritorno |
| --------------- | ------ | --------------- | ------ | ------- |
| Gloria Bistrița | 1 - 7  | Dinamo Bucarest | 0 - 2  | 1 - 5   |
| Steaua Bucarest | 1 - 1  | FC Brașov       | 0 - 0  | 1 - 1   |

## Finale
La finale si è disputata il 25 maggio 2011 a Brașov
| Arbitro: | Marius Avram (Bucarest) |

|                                                |           |                   |
| Nicolae Dică 24’ Ștefan Bărboianu 37’, autogol | Marcatori | 33’ Gabriel Torje |